# Theedoek

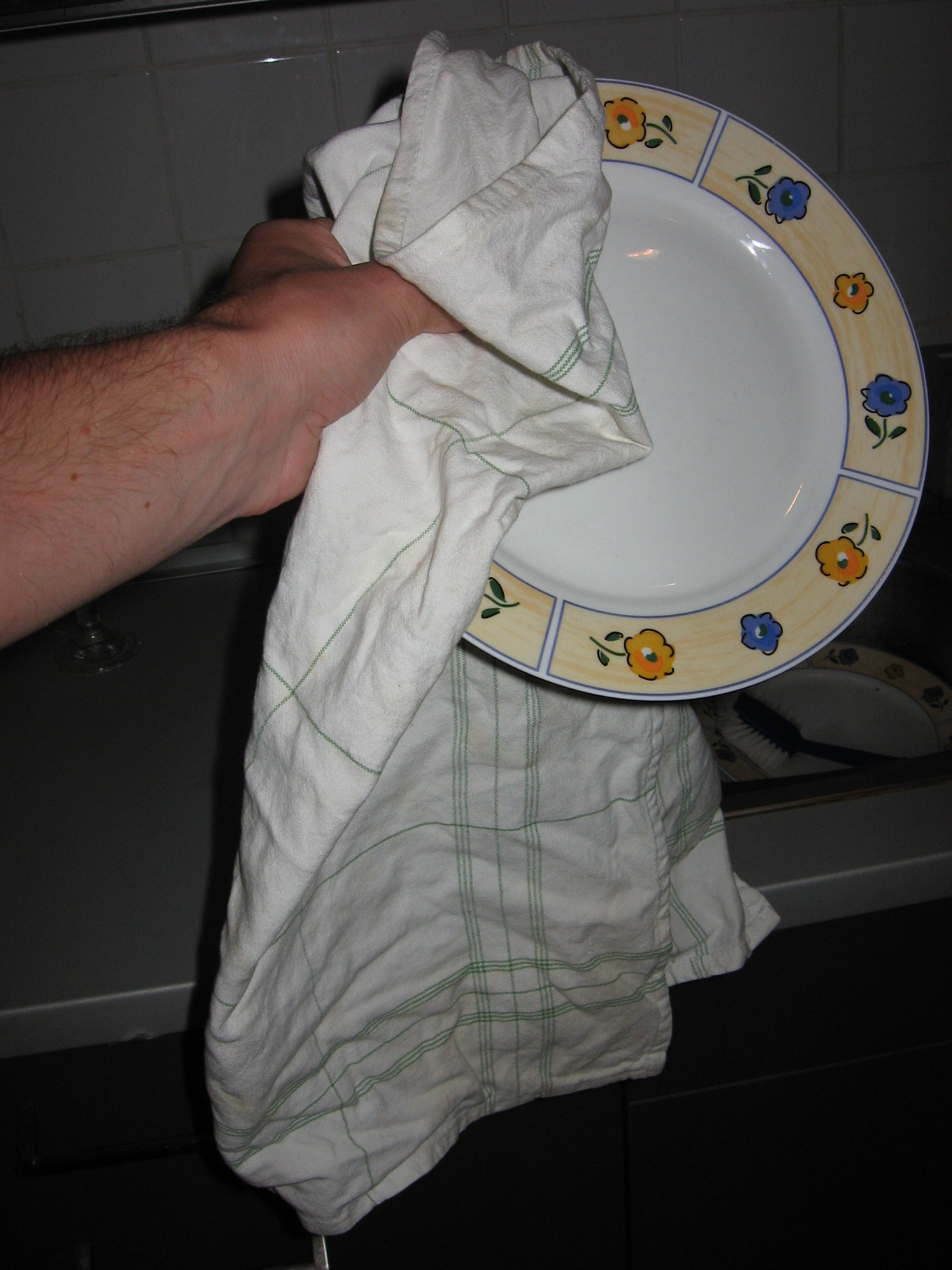
Theedoek

Een theedoek of keukenhanddoek (ook: afdroogdoek, droogdoek, schoteldoek of keukendoek) is een doek van katoen of linnen waarmee het afgewassen eet- en kookgerei (de vaat) wordt afgedroogd. De benaming theedoek is waarschijnlijk eerst in de 16de eeuw ontstaan na de eerste kennismaking met de thee, die toen in hoog aanzien stond.
Een theedoek wordt gebruikt om de vaat mee af te drogen, maar moet niet worden verward (zeker niet in het gebruik) met een vaatdoek, hoewel met een schoteldoek soms ook een vaatdoek kan worden bedoeld. De theedoek was oorspronkelijk de doek waarmee de theekopjes werden afgedroogd. Er was ook een doek voor het glaswerk. Dat werd gedaan met een (afzonderlijke) glasdoek.